# 大亨小傳 (1949年電影)
《大亨小傳》（英語：The Great Gatsby）是一部1949年的美國劇情電影，由埃利奧特·紐根特執導，理查德·麥鮑姆監製，理查德·麥鮑姆和西里爾·休謨編劇。本片是根劇法蘭西斯·史考特·費茲傑羅的小說《大亨小傳》改編而成。由羅伯特·E·多蘭配樂，約翰·F·塞茨攝影。製作由羅蘭·安德森和漢斯·德雷爾設計，服裝則由伊迪絲·海德設計。
本片主演有艾倫·拉德、Betty Field、麥唐諾·嘉莉、魯思·赫西和貝瑞·沙利文，以及雪萊·溫特斯和霍華德·達·席爾瓦，後者其後在1974年版本中演出。

## 劇情
一名神秘人物傑·蓋茲比比在他的長島上的莊園舉行豪華派對，要求鄰居尼克·卡拉威安排與尼克的表妹黛西·布卡南一場私人茶會。後來發現，蓋茲比在打仗之前愛上過她。
現在他是一名富有的人，蓋茲比想要她回來，但黛西嫁給了Tom Buchanan，還有生了一個女兒。然而，她不高興，並且知道她的丈夫與加油站老闆的妻子Myrtle Wilson有染。
黛西似乎歡迎蓋茲比的關心。他們和她的朋友Jordan Baker和尼克在這個城市交往。黛西開車送走蓋茲比，在街上撞到了Myrtle，殺死了她。Wilson起初相信他的妻子是被Tom故意殺害的，但是蓋茲比卻承擔了此意外的責任。他在他豪宅的游泳池中被Wilson槍殺，而只有Jordan和尼克參加他的葬禮。

## 演員
- 艾倫·拉德（英语：Alan Ladd） 飾 傑·蓋茲比（英语：Jay Gatsby）
- Betty Field（英语：Betty Field） 飾 黛西·布卡南（英语：Daisy Buchanan）
- 麥唐諾·嘉莉（英语：Macdonald Carey） 飾 尼克·卡拉威
- 魯思·赫西（英语：Ruth Hussey） 飾 Jordan Baker
- 貝瑞·沙利文（英语：Barry Sullivan (actor)） 飾 Tom Buchanan
- 雪萊·溫特斯（英语：Shelley Winters） 飾 Myrtle Wilson
- 霍華德·達·席爾瓦（英语：Howard Da Silva） 飾 George Wilson
- 小伊萊莎·庫克（英语：Elisha Cook Jr.） 飾 Klipspringer
- 艾德·貝格雷 飾 Myron Lupus
- 亨利·赫爾（英语：Henry Hull） 飾 Dan Cody
- Walter Greaza（英语：Walter Greaza） 飾 Kinsella
- Tito Vuolo（英语：Tito Vuolo） 飾 Mavromichaelis
- 傑克·藍伯特（英语：Jack Lambert (actor)） 飾 Reba

## 製作
本片是第二部改編自該小說的電影，第一部則是1926年無聲電影版本。

## 外部連結
- 互联网电影数据库（IMDb）上《The Great Gatsby》的资料（英文）
- The Great Gatsby （页面存档备份，存于） at TCMDB
- Review of film at Variety